# Трубчанінов Сергій Васильович

Сергій Трубчанінов

Сергі́й Васи́льович Трубчані́нов (17 жовтня 1962, село Тальянки Тальнівського району Черкаської області) — український історик, краєзнавець, видавець. Кандидат історичних наук (1989). Член Національної спілки краєзнавців України .

## Біографічні відомості
Сергій Трубчанінов народився 17 жовтня 1962 року на Черкащині. Його батько Василь Михайлович (1925 — 1973) був кандидатом економічних наук, працював деканом зоотехнічного факультету Кам'янець-Подільського сільськогосподарського інституту (нині Подільський державний аграрно-технічний університет).
Сергій 1984 року закінчив історичний факультет Кам'янець-Подільського педагогічного інституту, 1989 року — аспірантуру по кафедрі історії СРСР Одеського університету.
Від 1989 року працює в Кам'янець-Подільському педагогічному інституті (нині Кам'янець-Подільський національний університет імені Івана Огієнка). Був асистентом, старшим викладачем, доцентом, нині — професор кафедри історії України. Одночасно від 1998 року Сергій Трубчанінов — засновник, директор і головний редактор видавництва «Оіюм», яке спеціалізується на випуску історичної та краєзнавчої літератури.
В університеті, зокрема, викладає курс історичної географії України. У 2002–2005 роках для студентів видав із цього предмету навчально-методичний посібник-практикум, навчальний посібник і курс лекцій. Працює над докторською дисертацією з історичної географії України.